# Тушкан, Георгий Павлович
Гео́ргий Па́влович Тушка́н (19 февраля 1905 года, Полтава — 11 марта 1965, Москва) — советский писатель, автор приключенческих и фантастических произведений.

## Биография
Георгий Павлович Тушкан родился в городе Полтаве в дворянской семье статского советника, агронома Павла Фёдоровича Тушкана и его жены Юлии Платоновны. Отец писателя позировал Репину при создании известной картины «Запорожцы пишут письмо турецкому султану» в образе казацкого писаря (по другой версии для образа писаря позировал Яворницкий, Дмитрий Иванович). Дальний родственник Н. В. Гоголя по материнской линии. Имение Тушканов находилось по соседству с имением известного археолога, профессора Дмитрия Яворницкого в Эрастовке, который был крестным Георгия Тушкана. 
В 1926 году  окончил Уманский политехникум, в 1929 году – факультет агробиологии Харьковского института зерновых культур. Сначала работал в Украинском НИИ экономики и организации сельского хозяйства АСХН Украины. С 1933 года – работа на Памире: участие в экспедициях по экономическому обследованию трассы Турксиба, несколько лет проработал начальником высокогорной комплексной станции на Памире, затем много путешествовал по Средней Азии.
В 1937 году совместно с М. П. Лоскутовым написал книгу «Голубой берег». В 1940 году написал один из своих лучших романов «Джура».
С началом Великой Отечественной войны ушёл добровольцем на фронт. Был тяжело ранен. После излечения занимался поисками немецкого секретного оружия. Занимал должность помощника начальника отделения по использованию опыта войны оперативного отдела штаба 52-й армии. Награждён орденом Красной Звезды (1943), орденами Отечественной войны 1-й и 2-й степеней (1945).
В послевоенное время вернулся к литературной деятельности. В 1963 году вышел роман «Друзья и враги Анатолия Русакова» о борьбе с преступностью и о создании добровольных народных дружин (ДНД). 
Последний роман Георгия Тушкана «Первый выстрел» о событиях Гражданской войны в Крыму был издан после смерти автора, в 1967 году.
Писатель скоропостижно скончался 11 марта 1965 года по дороге в издательство. Похоронен на старой территории Троекуровского кладбища в Москве.

## Экранизации
- «Джура» (1940)
- «Джура» (1964)
- «Джура, охотник из Минархара» (1985)